# Steven Joseph Lopes
Steven Joseph Lopes (22. dubna 1975, Fremont, Kalifornie) je americký římskokatolický duchovní, biskup a ordinář Osobního ordinariátu Stolce svatého Petra.

## Život

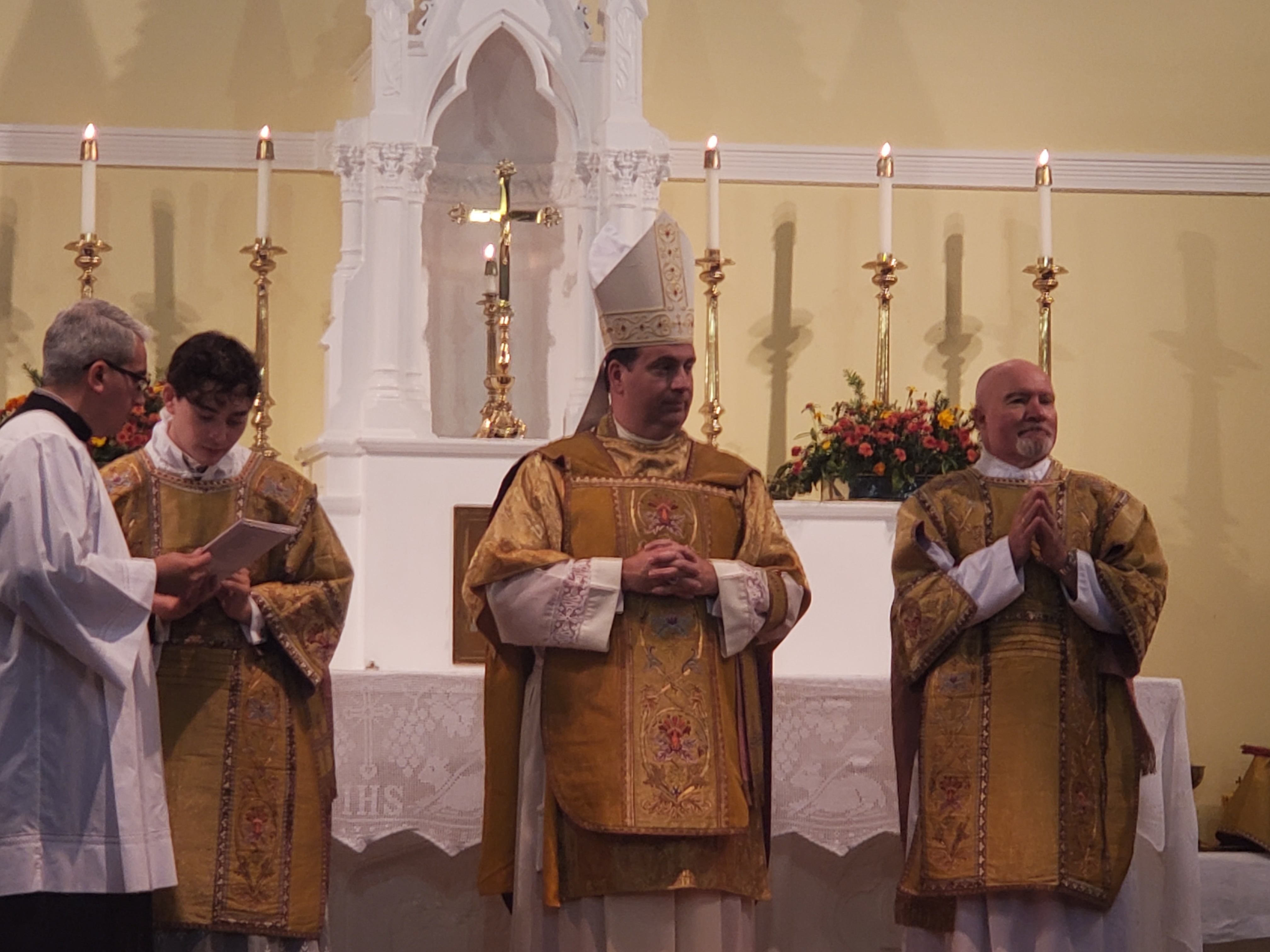
Biskup Lopes během mše

Steven Joseph Lopes se narodil v dubnu 1975 ve Fremontu v Kalifornii. V roce 2000 byl vysvěcen na jáhna a v roce 2001 na kněze pro arcidiecézi sanfranciskou. Papežem Františkem byl jmenován biskupem-ordinářem Osobního ordinariátu Stolce svatého Petra. Na biskupa byl vysvěcen v únoru 2016. Hlavním světitelem byl kardinál Gerhard Ludwig Müller spolu s kardinálem Levadou a kardinálem Wuerlem.

## Postoje

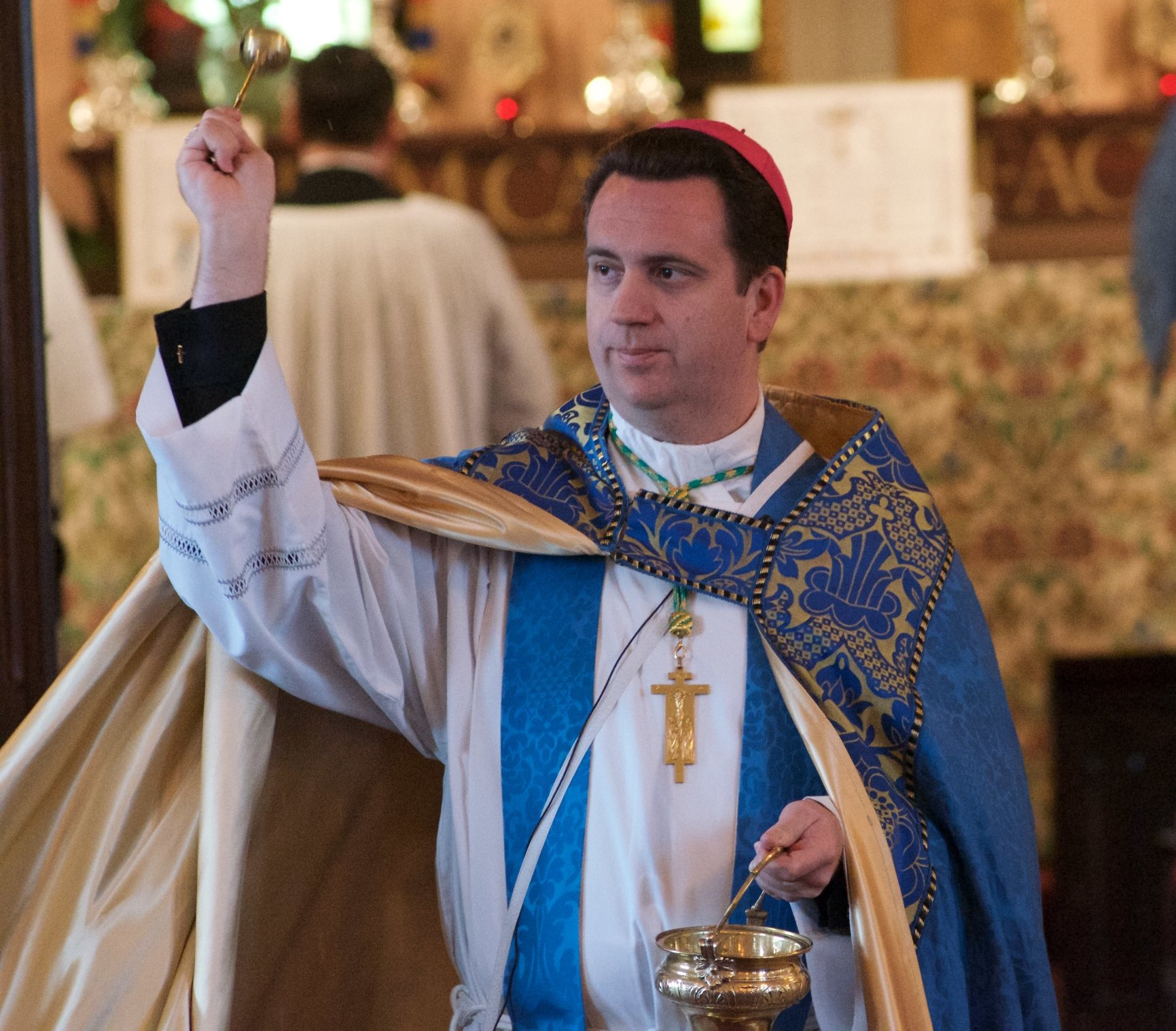
Biskup Lopes při úkonu asperges

Osobní ordinariát Naší Paní z Walsinghamu byl zřízen pro Anglii a Wales 15. ledna 2011, Osobní ordinariát Stolce svatého Petra pro Spojené státy a Kanadu 1. ledna 2012 a Osobní ordinariát Naší Paní Jižního kříže pro Austrálii 15. června 2012. Od roku 2017 bylo dekretem rozhodnuto, že všechny farnosti ve Spojených státech zřízené podle pastoračního zabezpečení budou převedeny do ordinariátu. Biskup Lopes z Osobního ordinariátu Stolce svatého Petra požádal, aby se vyhýbalo termínům jako „anglikánský ritus“ a „anglikánský ordinariát“, a uvedl: „Naši duchovní a věřící nemají rádi, když se jim říká anglikáni, jednak proto, že je to necitlivé vůči skutečným anglikánům, jednak proto, že se tím nenápadně naznačuje, že jejich vstup do plného společenství není tak úplný. Jsme katolíci v každém smyslu.“